# 줄러이 페렌츠

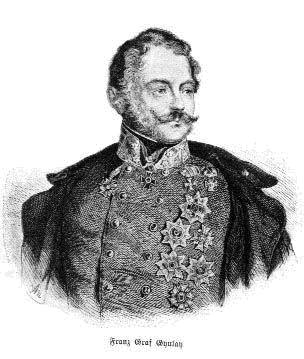
1911년에 루돌프 하슬러가 그린 줄러이 페렌츠의 초상화

마로슈네메티 및 너더슈카의 줄러이 페렌츠 백작(헝가리어: Count Ferenc Gyulay de Marosnémethi et Nádaska, 헝가리어 발음: [fɛrɛnts ɟulɒji], 1799년 9월 1일 ~ 1868년 8월 31일)은 1799년에 태어난 헝가리 출신 귀족으로 오스트리아-헝가리 육군에 1816년 임관하여 1859년에 장성급 장교에 이르렀으며, 1848년 이탈리아 혁명 당시 삼각주 지을 방어했고, 1849년 오스트리아의 육군장관 겸 헝가리 혁명 진압에 참여한 뒤 1857년부터 롬바르디아‑베네치아 총독을 역임하며 1859년 제2차 이탈리아 독립전쟁 중 티치노 도강 및 팔레스트로 전투와 마젠타 전투에서 지휘했으나 패배해 사임 및 철수당하고, 이후 1866년 만토바 수비에 실패한 채 퇴역했으며 1868년 69세를 나이로 빈에서 별세했다.

## 생애
줄러이 페렌츠는 1799년 9월 1일 아버지 줄러이 이그나츠와 어머니 마리아 프렐린 폰 헝가리 페슈트에서 태어났으며, 1816년 17세로 임관 후 1820년 기병 병과로 이동했고, 1838년까지 단계적으로 장성급 장교로 진급하여 1846년에는 트리에스트 지역의 군정 책임자를 맡았다. 1848년 이탈리아 혁명에서 폴라와 트리에스트 지역을 혁명군으로부터 지켜냈으며, 1849년 프란츠 요제프 1세에 의해 전쟁장관 겸 혁명 진압 사령관으로 임명되어 라오프 전투와 코마롬 전투에 참여한 뒤 북이탈리아 군 총사령관 및 롬바르디아‑베네토 총독으로 1857년에 임명됐다. 그는 1859년 제2차 이탈리아 독립 전쟁에서 오스트리아-헝가리 육군을 지휘하며 4월 티치노 도강과 몬테벨로 전투와 팔레스트로 전투를 이끌다 마젠타 전투에서 패배하여 사임했고 소환했으며, 이후 만토바를 방어했으나 1866년 실패한 뒤 퇴역했다. 1868년 8월 31일에 빈에서 자연사로 69세를 일기로 세상을 떠났다.

## 같이 보기
- 마젠타 전투
- 오스트리아 제국
- 오스트리아-헝가리
- 오스트리아-헝가리 육군
- 제1차 이탈리아 독립 전쟁
- 제2차 이탈리아 독립 전쟁